# Sid James
Sid James (8 de mayo de 1913 – 26 de abril de 1976) fue un actor y comediante británico de origen sudafricano, que se hizo famoso gracias a su participación en diversas sitcoms y en los filmes de la serie Carry On. 

## Primeros años
Su verdadero nombre era Solomon Joel Cohen, y nació en Johannesburgo, Sudáfrica, en una familia de origen judío. Posteriormente cambió su nombre por el de Sidney Joel Cohen, y después por Sid James. Trabajó como cortador de diamantes, peluquero, profesor de baile y boxeador en parques de atracciones, antes de hacerse actor profesional. 
Fue en un salón de peluquería en Kroonstad, Estado Libre de Orange, donde conoció a su primera esposa, Berthe Sadie Delmont, con la que se casó el 12 de agosto de 1936. Un año después de la boda, James anunció que quería hacerse actor, motivo por el cual se unió a los Johannesburg Repertory Players. Gracias a esta compañía, encontró trabajo en la South African Broadcasting Corporation. La pareja se divorció en 1940 a causa, fundamentalmente, de las relaciones amorosas de James con otras mujeres, una constante a lo largo de toda su vida. 
En 1943 se casó con una bailarina, Meg Williams, de la que se divorció en 1952, habiendo tenido ambos un hijo, Reine. En 1952 se casó de nuevo, esta vez con Valerie Elizabeth Patsy Assan, una actriz. Durante su matrimonio con Valerie tuvo un romance con su compañera de rodaje en Carry On Barbara Windsor.
En la Segunda Guerra Mundial, fue teniente del Ejército de Sudáfrica en una unidad dedicada al entretenimiento. En 1946 viajó a Gran Bretaña gracias a su situación en el ejército. En un principio trabajó en el teatro de repertorio, hasta que fue descubierto por la industria cinematográfica de la posguerra.

## Primeros filmes y trabajos radiofónicos
James hizo sus primeras actuaciones en Night Beat y Black Memory (1947), ambas dramas criminales. En 1949 trabajó en el título de Michael Powell y Emeric Pressburger The Small Back Room.
Su primer papel importante en una comedia llegó con The Lavender Hill Mob (1951), junto a Alfie Bass, Alec Guinness y Stanley Holloway. El mismo año también actuó en Lady Godiva Rides Again y The Galloping Major. En 1956 interpretó un papel secundario no cómico en el film de ciencia ficción Quatermass 2. Además. Hizo un papel de reparto en la película dirigida por Charles Chaplin Un rey en Nueva York (1957).
Mientras tanto, en 1954 había empezado a colaborar con Tony Hancock en el programa radiofónico de la BBC Hancock's Half Hour. Cuando el programa se adaptó a la televisión, su personaje cobró mayor importancia. El show fue una de las más populares comedias de la radio y televisión británicas.

## Carry On
James se convirtió en uno de los miembros principales del equipo de la serie de filmes Carry On, originalmente reemplazando a Ted Ray, que había actuado en Carry On Teacher en 1959. James finalmente rodó 19 de esos filmes, siendo protagonista en 17 de ellos. 
Los personajes que interpretaba en la serie eran usualmente muy similares a los que le hicieron famoso en televisión, y en seis de los casos llevaban el nombre de Sid o Sidney.

## Salud
En 1967 James debía interpretar al Sargento Nocker en Carry On Follow That Camel, pero sufrió un masivo infarto agudo de miocardio y fue reemplazado por el actor cómico estadounidense Phil Silvers. Debido a su situación médica, ese mismo año actuó en Carry On Doctor postrado en la cama de un hospital.
Mientras tanto su éxito en las sitcoms televisivas continuaba, destacando sus actuaciones en Taxi!, George and the Dragon, Two In Clover, y Bless This House. El 26 de abril de 1976, en la noche del estreno de The Mating Season en el Teatro Sunderland Empire, en la ciudad de Sunderland, el actor sufrió un nuevo infarto. Se suspendió la función y James fue trasladado al hospital, falleciendo una hora después. Tenía 62 años de edad. Fue incinerado, y sus cenizas esparcidas en el Crematorio Golders Green.

## Filmografía
- Black Memory (1947)
- The October Man (1947)
- It Always Rains on Sunday (1947)
- Night Beat (1947)
- No orchids for Miss Blandish (1948)
- Once a Jolly Swagman (1949)
- The Small Back Room (1949)
- Man in Black (1949)
- Paper Orchid (1949)
- Give Us This Day (1949)
- The Lady Craved Excitement (1950)
- Last Holiday (1950)
- Talk of a Million (1951)
- The Galloping Major (1951)
- The Lavender Hill Mob (1951)
- The Magic Box (1951) (cameo)
- Lady Godiva Rides Again (1951)
- Cosh Boy (1952)
- I Believe in You (1952)
- Emergency Call (1952)
- Miss Robin Hood (1952)
- The Tall Headlines (1952)
- Gift Horse (1952)
- Time Gentlemen, Please! (1952)
- Father's Doing Fine (1952)
- Venetian Bird (1952)
- The Wedding of Lilli Marlene (1953)
- The Titfield Thunderbolt (1953)
- The Flanagan Boy (1953)
- The Square Ring (1953)
- The Yellow Balloon (1953)
- Will Any Gentlemen...? (1953)
- Park Plaza 605 (1953)
- Is Your Honeymoon Really Necessary? (1953)
- Escape by Night (1953)
- The Weak and the Wicked (1954)
- For Better, for Worse (1954)
- The Rainbow Jacket (1954)
- Seagulls Over Sorrento (1954)
- The Crowded Day (1954)
- Orders Are Orders (1954)
- Aunt Clara (1954)
- The House Across the Lake (1954)
- Father Brown (1954)
- The Belles of St. Trinian's (1954)
- A Kid for Two Farthings (1955)
- The Deep Blue Sea (1955)
- It's a Great Day (1955)
- A Yank in Ermine (1955)
- Out of the Clouds (1955)
- The Glass Cage (1955)
- John and Julie (1955)
- Joe MacBeth (1955)
- The Extra Day (1956)
- Wicked as they Come (1956)
- Ramsbottom Rides Again (1956)
- Dry Rot (1956)
- Trapecio (1956)
- The Iron Petticoat (1956)
- The Smallest Show on Earth (1957)
- Quatermass 2 (1957)
- Interpol (1957)
- Hell Drivers (1957)
- The Story of Esther Costello (1957)
- Campbell's Kingdom (1957)
- Un rey en Nueva York (1957)
- The Shiralee (1957)
- The Sheriff of Fractured Jaw (1958)
- The Silent Enemy (1958)
- Another Time, Another Place (Brumas de inquietud) (1958)
- I Was Monty's Double (1958)
- Next to No Time (1958)
- The Man Inside (1958)
- Desert Mice (1959)
- Make Mine a Million (1959)
- Too Many Crooks (1959)
- The 39 Steps (1959)
- Idle on Parade (1959)
- Upstairs and Downstairs (1959)
- Tommy the Toreador (1959)
- Carry On Constable (1960)
- Watch your Stern (1960)
- And the Same to You (1960)
- The Pure Hell of St Trinian's (1960)
- Carry On Regardless (1961)
- Double Bunk (1961)
- What a Carve Up! (1961)
- A Weekend with Lulu (1961)
- The Green Helmet (1961)
- Raising the Wind (1961)
- What a Carve Up! (1961)
- What a Whopper (1961)
- We Joined the Navy (1962)
- Carry On Cruising (1962)
- Carry On Cabby (1963)
- Carry On Cleo (1964)
- The Beauty Jungle (1964)
- The Big Job (1965)
- Three Hats for Lisa (1965)
- Carry On Cowboy (1965)
- Don't Lose Your Head (1966)
- Where the Bullets Fly (1966)
- Carry On Doctor (1967)
- Carry On... Up the Khyber (1968)
- Carry On Camping (1969)
- Carry On Again Doctor (1969)
- Carry On Up the Jungle (1970)
- Carry On Loving (1970)
- Carry On Henry (1971)
- Carry On at Your Convenience (1971)
- Tokoloshe (1971)
- Carry On Matron (1972)
- Carry On Abroad (1972)
- Bless This House (1972)
- Carry On Girls (1973)
- Carry On Dick (1974)